# Virtual Console

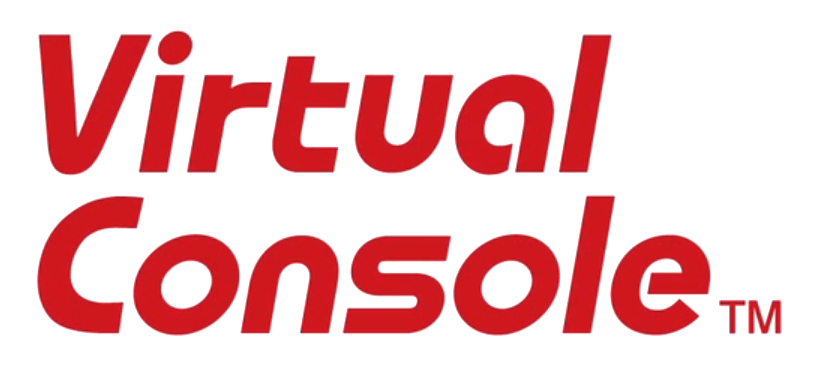
Logo Virtual Console na konsoli Nintendo 3DS

Nintendo Virtual Console (jap. バーチャルコンソール Bācharu Konsōru) – usługa będąca częścią Wii Shop Channel oraz Nintendo eShop oferująca możliwość odpłatnego pobrania gier na konsole Wii, Wii U i Nintendo 3DS. Gry oferowane przez tę usługę są grami znanymi z innych konsol, które odtwarzane są dzięki emulacji.

## Gry
| Platforma                           | Wii                              | Wii U                         | 3DS                                     | New Nintendo 3DS                        | Switch                                                                                           |
| Automaty                            | Automaty                         | Automaty                      | Automaty                                | Automaty                                | Automaty                                                                                         |
| ----------------------------------- | -------------------------------- | ----------------------------- | --------------------------------------- | --------------------------------------- | ------------------------------------------------------------------------------------------------ |
| Virtual Console Arcade              | Tak (Wycofano)                   | Tak – w trybie Wii (Wycofano) | Dostępne poza platformą Virtual Console | Dostępne poza platformą Virtual Console | Dostępne na platformie Arcade Archives i Sega Ages                                               |
| Konsole domowe                      |                                  |                               |                                         |                                         |                                                                                                  |
| Nintendo Entertainment System       | Tak (Wycofano)                   | Tak                           | Tak                                     | Tak                                     | Dostępne w Nintendo Switch Online                                                                |
| Super Nintendo Entertainment System | Tak (Wycofano)                   | Tak                           | Nie                                     | Tak                                     | Dostępne w Nintendo Switch Online                                                                |
| Nintendo 64                         | Tak (Wycofano)                   | Tak                           | Nie                                     | Nie                                     | Planowane w ramach dodatkowej usługi do Nintendo Switch Online                                   |
| GameCube                            | Dostępne jako samodzielne gry    | Tylko nieoficjalnie           | Nie                                     | Nie                                     | Nie                                                                                              |
| Master System                       | Tak (Wycofano)                   | Tak – w trybie Wii (Wycofano) | Dostępne poza platformą Virtual Console | Dostępne poza platformą Virtual Console | Dostępne na platformie Sega Ages                                                                 |
| Mega Drive                          | Tak (Wycofano)                   | Tak – w trybie Wii (Wycofano) | Dostępne poza platformą Virtual Console | Dostępne poza platformą Virtual Console | Dostępne na platformie Sega Ages. Planowane w ramach dodatkowej usługi do Nintendo Switch Online |
| PC Engine                           | Tak (Wycofano)                   | Tak                           | Tak – tylko w Japonii                   | Tak – tylko w Japonii                   | Nie                                                                                              |
| Neo Geo AES                         | Tak (Wycofano)                   | Tak – w trybie Wii (Wycofano) | Nie                                     | Nie                                     | Nie                                                                                              |
| Commodore 64                        | Tak (Wycofano)                   | Tak – w trybie Wii (Wycofano) | Nie                                     | Nie                                     | Nie                                                                                              |
| MSX                                 | Tak – tylko w Japonii (Wycofano) | Tak – tylko w Japonii         | Nie                                     | Nie                                     | Nie                                                                                              |
| Konsole przenośne                   |                                  |                               |                                         |                                         |                                                                                                  |
| Game Boy                            | Nie                              | Nie                           | Tak                                     | Tak                                     | Nie                                                                                              |
| Game Boy Color                      | Nie                              | Nie                           | Tak                                     | Tak                                     | Nie                                                                                              |
| Game Boy Advance                    | Nie                              | Tak                           | Tak – tylko dla ambasodorów             | Tak – tylko dla ambasodorów             | Nie                                                                                              |
| Nintendo DS                         | Nie                              | Tak                           | Dostępne jako samodzielne gry           | Dostępne jako samodzielne gry           | Nie                                                                                              |
| Game Gear                           | Nie                              | Nie                           | Tak                                     | Tak                                     | Nie                                                                                              |